# Yeniköy
Yeniköy és un barri d'Istanbul més enllà d'Istinye, districte de Sarıyer, a la vora europea del Bòsfor, que es remunta a l'època romana d'Orient. Està ple de cases d'estiueig del segle xix.